# Lal Bagh

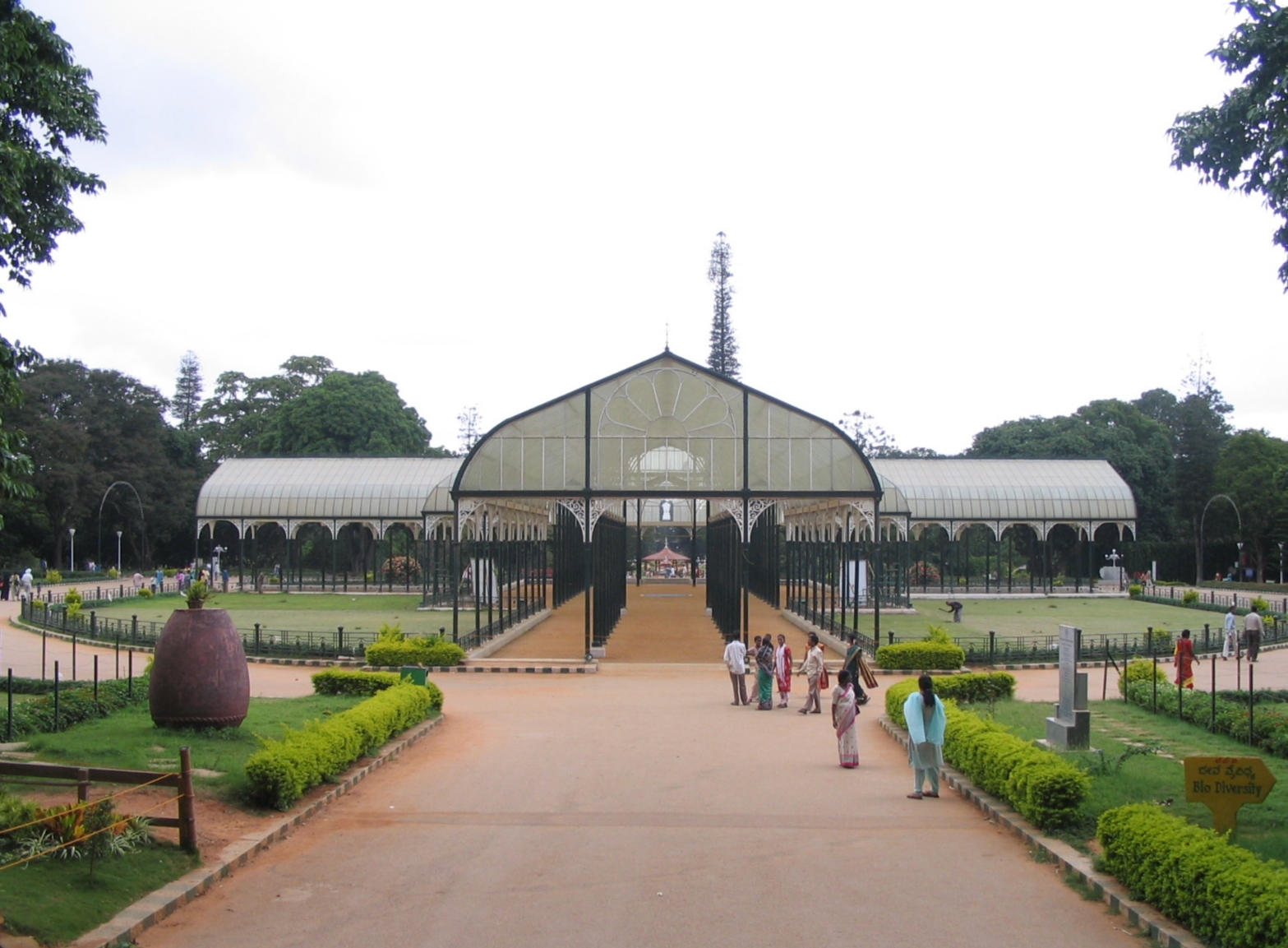
Broeikas

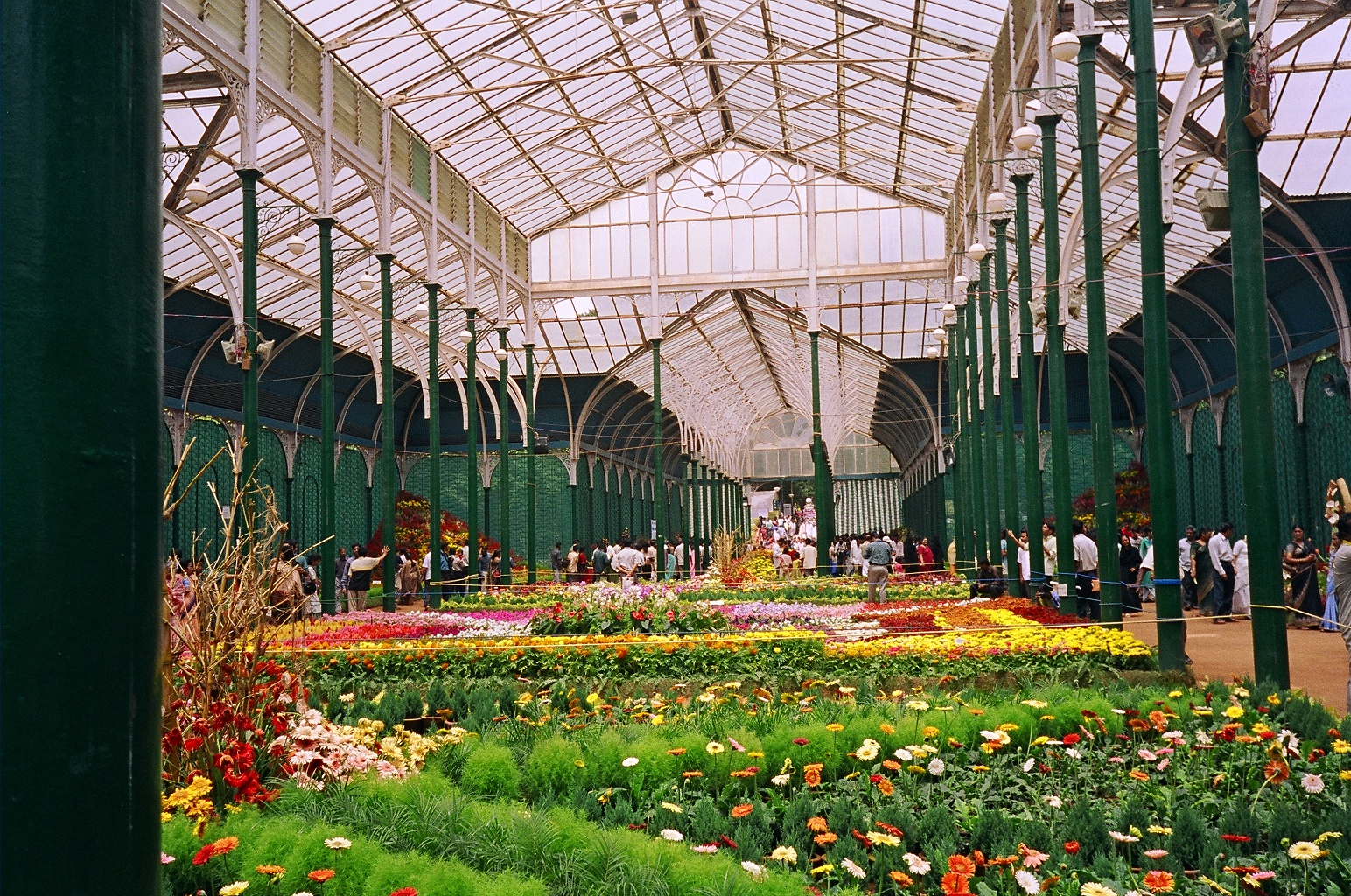
Binnenkant van de broeikas

Lal Bagh is de naam van een botanische tuin aan de zuidelijke rand van de Indiase stad Bangalore (in de deelstaat Karnataka).
De bouw werd in 1760 opgedragen door sultan Haider Ali van Mysore en werd onder diens zoon Tipu Sultan afgerond. De totale oppervlakte is 971.000 m² en er groeien ruim duizend plantensoorten. Het Glass House is geïnspireerd op het Londense Crystal Palace. Sommige bomen in het park zijn ruim honderd jaar oud. Er worden jaarlijkse bloemenshows gehouden om het publiek kennis van de diverse flora bij te brengen.
Het park is tegen betaling geopend voor publiek. Op sommige tijden is de toegang gratis, wat altijd  geldt voor schoolkinderen en invaliden.